# Manualidades y arte folklórico en Guanajuato
Las artesanías y el arte folklórico de Guanajuato son generalmente de origen europeo, aunque algunos trabajos indígenas aun se pueden apreciar en algunas comunidades. La artesanía más reconocida es la de la cerámica mayólica barnizada, seguida por juguetes tradicionales hechos a mano con diferentes materiales, especialmente con la técnica de cartonería (papel mache). A pesar de que las artesanías no son una industria tan grande como en otros estados de la República mexicana, si hay bastantes mercados de artesanías que venden a turistas. Otro tipo de artesanías que se llevan a cabo, incluyen el trabajo de hierro forjado, estaño y vidrio, tallado en madera y el trabajo del cuero.

## Resumen

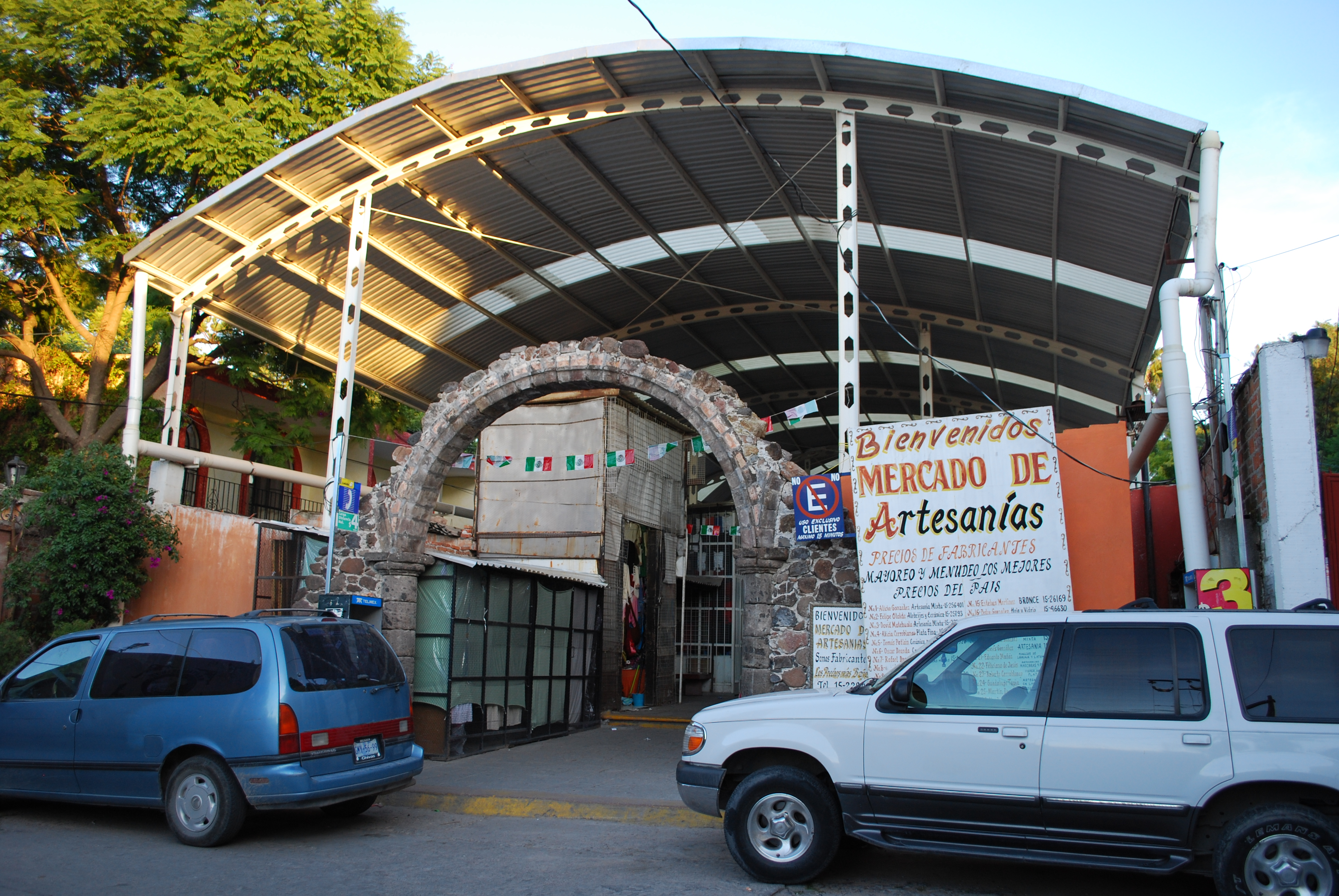
Entrada a mercado de artesanías en San Miguel de Allende

Las artesanías de Guanajuato están dominadas por productos y diseños de origen europeo, como cerámica barnizada, sarapes, rebozos, artículos de estaño, hierro forjado y trabajo en plata, aunque lo que se hace y como se ve varia en las diversas comunidades que hay en el estado. Son más austeros que en las partes de México donde existe una mayor variedad de colores brillantes, debido a una influencia indígena más fuerte. Sin embargo, hay algunas artesanías que muestran la influencia de grupos indígenas del estado (otomies, purepechas y chichimecas), pero son muy locales.
A diferencia de otros estados que producen artesanías, la mayoría de los artesanos de Guanajuato trabajan tiempo completo, con algunos trabajos de agricultura para complementar. Sin embargo, la cantidad de artesanos es limitada, y el estado no produce las mismas cantidades de artesanías como en Chiapas, Guerrero, Oaxaca o Michoacán. Como los artesanos de otras áreas, pueden venir de familias que se han especializado en producir un tipo de artesanía en particular por varias generaciones o pueden ser nuevos artesanos por la popularidad de artesanías mexicanas entre turistas y coleccionistas.  En los primeros meses del 2014, las exportaciones de las artesanías y muebles de Guanajuato juntaron un total de 47.69 millones de dólares; sin embargo, este número solo proviene de cuarenta empresas que exportan.
Muchas de las mercancías son vendidas en puntos de venta importantes como la ciudad de Guanajuato y San Miguel de Allende, haciéndolos destinos importantes para los compradores de artesanías. Esto pasa de manera aprticular en San Miguel de Allende, ya que es muy popular entre los turistas estadounidenses. No solo se venden mercancías del estado, pero de otras partes de México también. Un punto de venta importante en Guanajuato es La Cada del Diseño en San Miguel de Allende, que ha pertenecido a la familia Llamas desde el siglo XX. Adicionalmente a vender mercancía de Guanajuato y otras partes de México, también es una familia que tiene talleres donde se trabajan productos de estaño y vidrio.

## Tipos de artesanías

### Cerámica

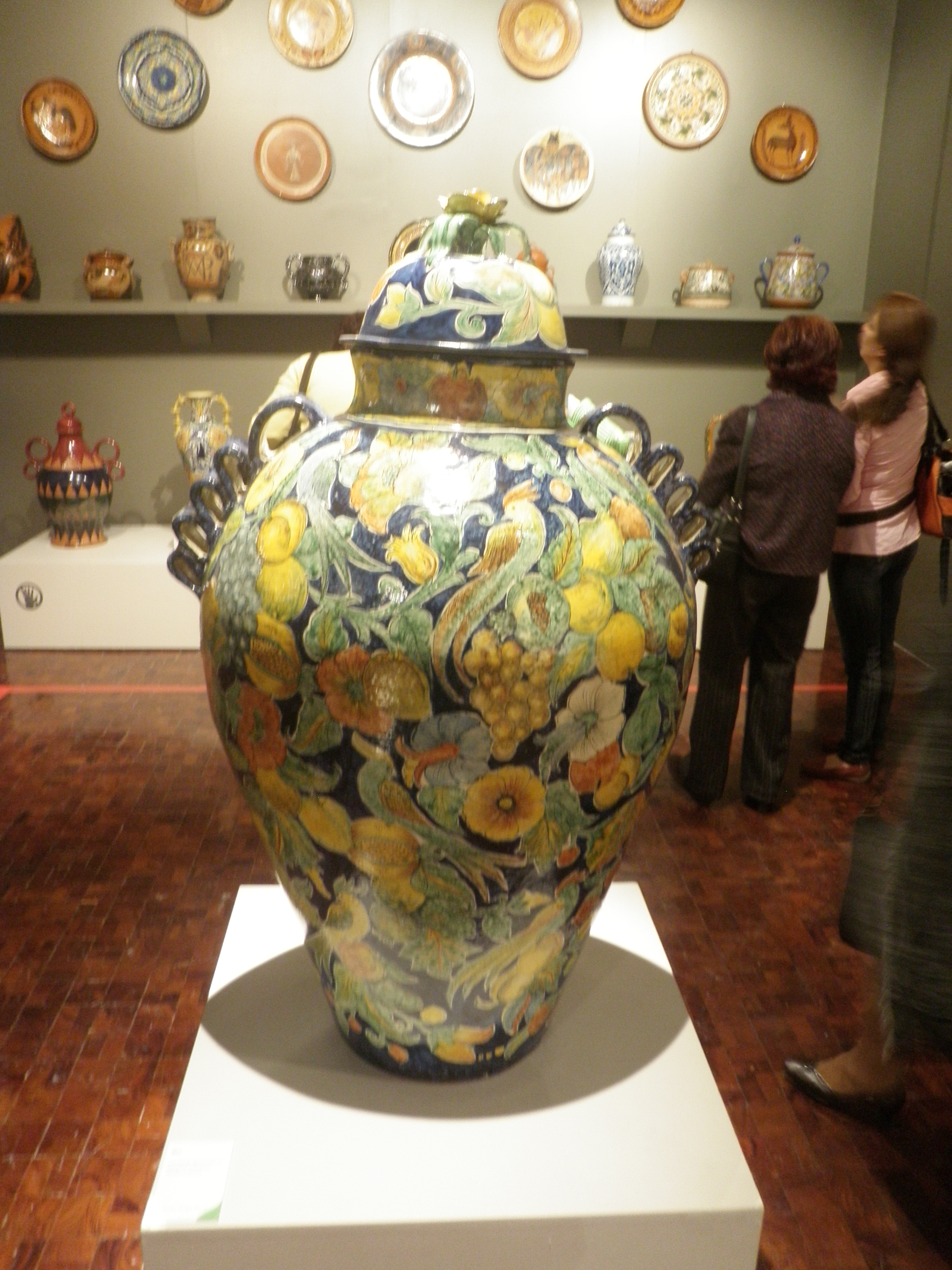
Vasija grande de mayólica llamada tibor, de Salamanca en el Museo de Arte Popular en la Ciudad de México.

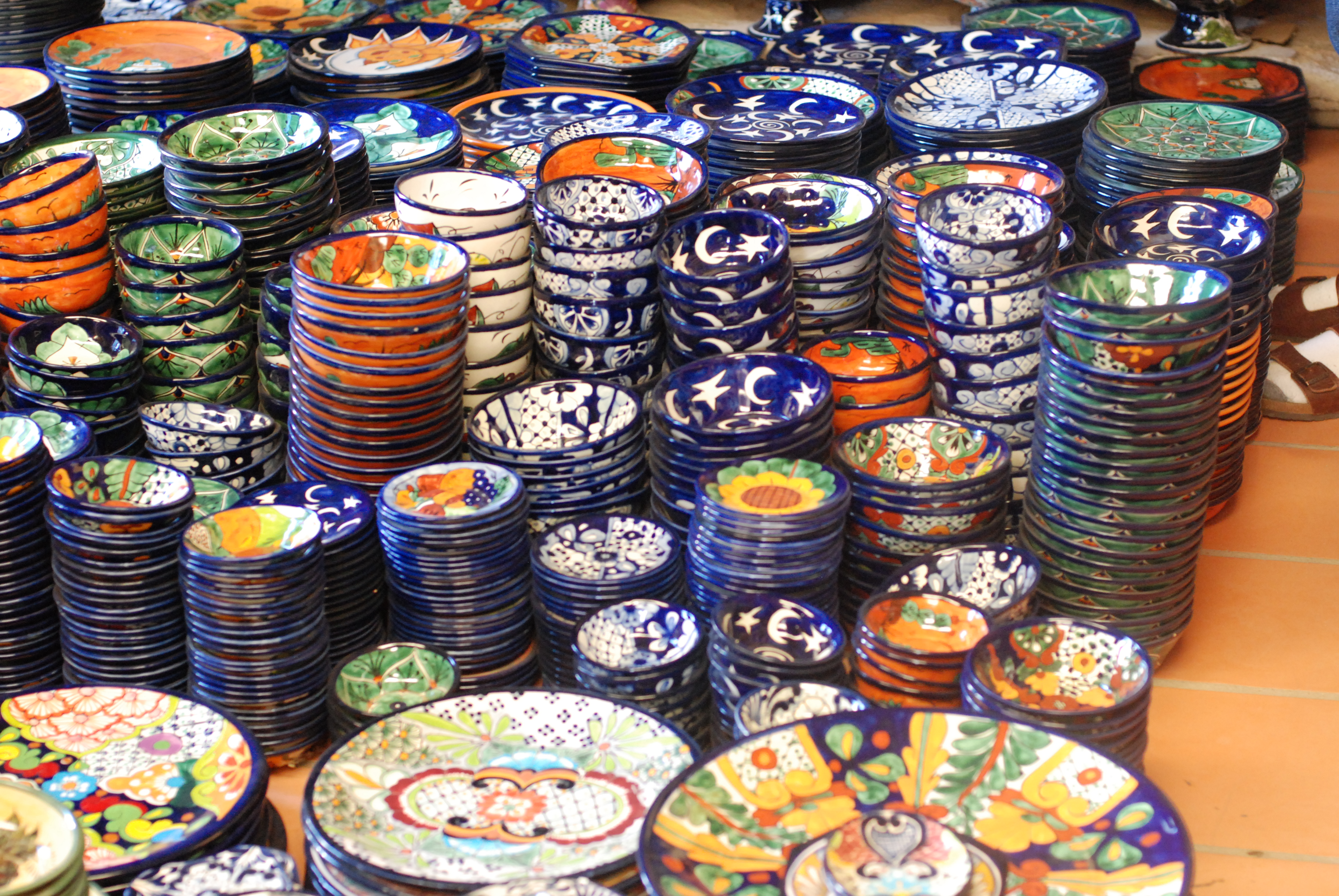
Mercancía de Dolores Hidalgo

Guanajuato produce cerámica barnizada y sin barnizar. En comunidades indígenas pequeñas, piezas cafés con decoraciones de color negro son producidas. La ciudad de Guanajuato produce cerámica negra con decoraciones doradas, un estilo introducido por un artista llamado Behrens. No es tradicional, pero su trabajo ha sido imitado, aunque a menudo no con la misma calidad. Sin embargo, una mercancía barnizada llamada mayólica es la más representativa del estado.
Esta cerámica tiene sus orígenes en productos cubiertos con un barniz blanco, traído a México por los españoles en el siglo XVI bajo el mismo nombre. Su producción en Guanajuato se estableció en el periodo colonial, cuando evolucionó para asumir su propia apariencia.  Floreció en Guanajuato gracias a la riqueza que las minas de plata producían, permitiendo la creación de productos lujosos así como unos más sencillos. La técnica, que no ha cambiado mucho desde los últimos 400 años, se ha utilizado para hacer platos, jarrones, contenedores, tazas, tazones, botellas, floreros y otros productos.  Los motivos decorativos tampoco han cambiado mucho desde la época colonial. Algunos de los diseños fueron copiados de piezas españolas, pero fueron adaptados a gustos mexicanos. Hoy en día, los diseños generalmente incluyen animales, plantas y la figura humana (de cultura e historia popular), junto con rayas y formas geométricas.
La paleta de colores de los productos de mayólica son vivos pero diferentes a otras en México. La técnica tiene los mismos orígenes que la técnica de cerámica de talavera de Puebla y tiene muchos de los mismos colores; sin embargo, el término de talavera esta reservado legalmente para las cerámicas producidas en lugares específicos de Puebla.
Mientras es hecho es en varias partes de la región del Bajío en el estado, los centros principales de venta y producción son Dolores Hidalgo y la ciudad de Guanajuato. Los talleres varían de los de tamaño familiar a grandes empresas con grandes producciones. Algunos de los talleres más prestigiosos están en Dolores Hidalgo, donde se dice que Hidalgo introdujo la artesanía. El barro utilizado para la cerámica mayólica en el estado también minado en las cercanías. La mayoría de los diseños tradicionales están presentes en estos trabajos, especialmente la decoración típica floral, policromías en el fondo, a menudo con tonos rojos y verdes. Aunque, ciertamente hay evidencias de industrialización.
Los productos de mayólica han ganados competencias nacionales y son vendidos alrededor de la República mexicana y en el extranjero. Un artista importante es Gorky González, ganador del Premio Nacional de las Artes y Ciencias. González reproduce piezas de la era colonial de piezas sobrevivientes de esa era, al igual que nuevas piezas inspiradas en diseños antiguos. Un motivo común es el águila del escudo mexicano, retratada con sus alas abiertas.

### Juguetes tradicionales

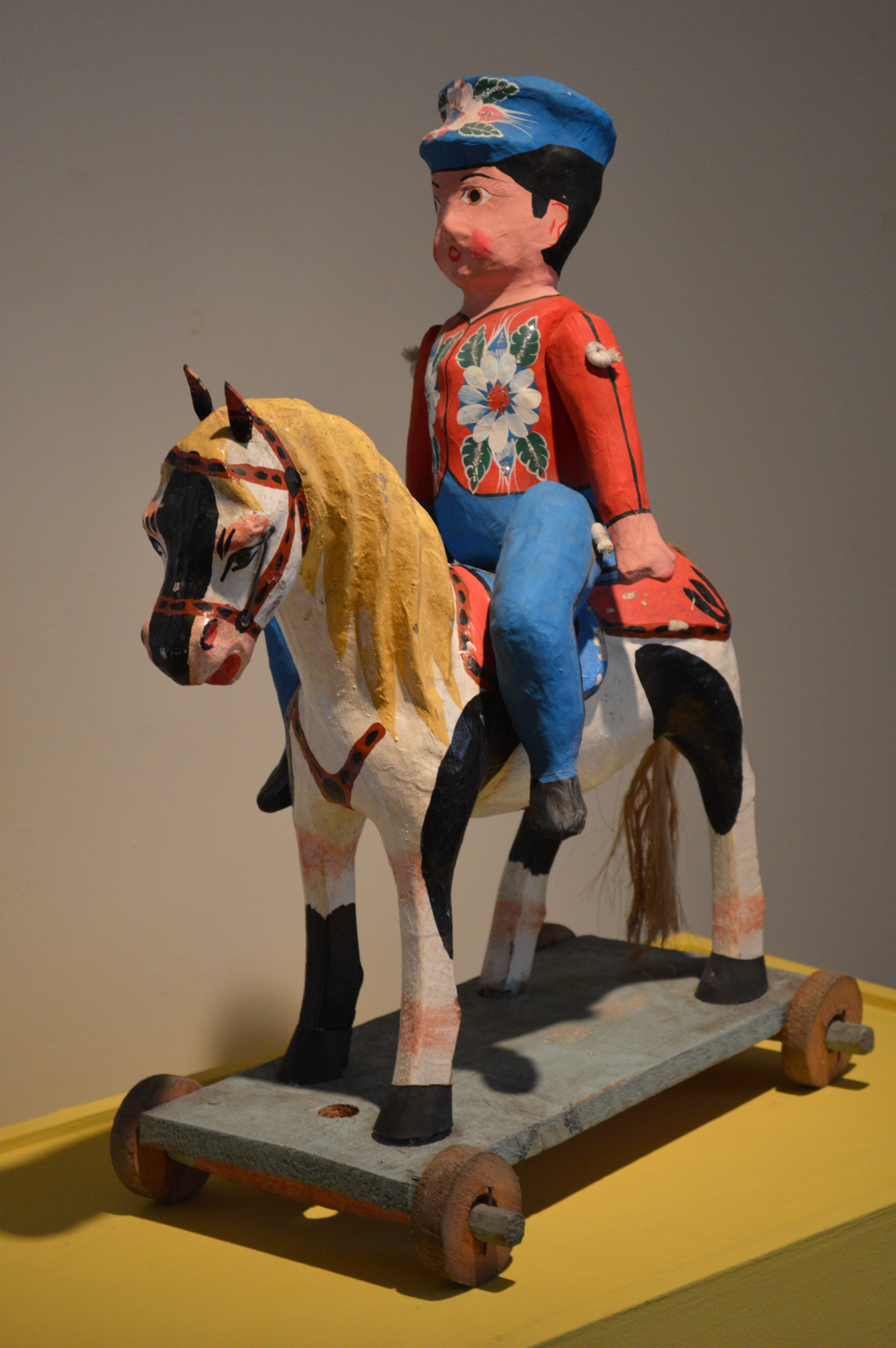
Soldado y caballo hechos con técnica de cartonería de Celaya.

Muchos de los juguetes tradicionales de México no son únicos del país, pero han logrado desarrollar sus propios estilos. Los más tradicionales son hechos a mano con varios materiales y son populares, aunque no se producen tanto como los producidos en serie. También se han convertido en productos coleccionables, sin importar el hecho de que generalmente no son marcados por el artista. Esto también dificulta que los juguetes de Guanajuato tengan una denominación de origen a pesar de su tradición bien establecida.
Los juguetes son hechos en varias comunidades como Guanajuato, San Miguel de Allende, Dolores Hidalgo, San Luis de la Paz, San Felipe Torres Mochas, San Francisco del Rincón, Silao, Irapuato, Celaya, Juventino Rosas y Jerúcaro. El mercado principal para ellos es en Celaya, especialmente los que están hechos de cartonería (un tipo de papel mache) o estaño. La demanda más alta para estos juguetes es en Navidad, Día de Reyes y Semana Santa.
Muchos de los juguetes tradicionales están hechos de cartonería, ya que Guanajuato es un gran productor de artículos de este material. Es usado para hacer muñecas (Lupitas), figuras de charros, máscaras y otros más en pueblos como Cortázar, Silao, Celaya, San Miguel de Allende y Juventino Rosas. Celaya es particularmente destacado por hacer juguetes de cartonería, figuras de Judas, igual que mojigangas y otros.
Juguetes, especialmente en miniatura, son tallados en madera, lo que incluye muebles para casas de muñecas, figuras humanas y de animales. Juventino Rosas y Silao son particularmente destacados por este tipo de trabajo y por un artesano importante era Gumersindo España Olivares, del cual su trabajo fue comentado por el cronista Juventino Rosas.
Miniaturas de barro llamadas arroz o arrocito están hechas generalmente para formar objetos tipo platillos para las casas de muñecas. Esto incluye artículos como platos, jarras, tazas, teteras y otros, generalmente en colores como el café, rojo, azul, verde y amarillo. Pequeños estantes de madera blanca de copillo se hacen para guardar y mostrar estos artículos.
Pequeñas canastas y figuras de estaño y plomo también se hacen.

### Textiles
En el pasado, Guanajuato producía una gran cantidad de textiles de algodón, especialmente rebozos. En su apogeo, eran hechos en pueblos como Valle de Santiago, Yurirapundaro, León, Uriangato y Moroleón, pero hoy en día solamente León hace unos cuantos rebozos de buena calidad de algodón.
Textiles de lana siguen siendo muy importantes, entrelazados o tejidos en varios pueblos. Estos incluyen los sarapes tejidos de alta calidad en Coroneo y San Luis de la Paz.  Los de Corneo son generalmente blanco y negro, con patrones de diamantes, círculos y serpientes. La lana también es entrelazada para hacer jorongos, rebozos, alfombras y cojines and cushions, y tejida para hacer suéteres, chalecos, calcetines, bufandas y gorros. Algunos talleres todavía trabajan con viejos telares de pedal.
San Miguel de Allende hace sarapes con diseños decorativos modernos en múltiples colores.

### Trabajo en cuero

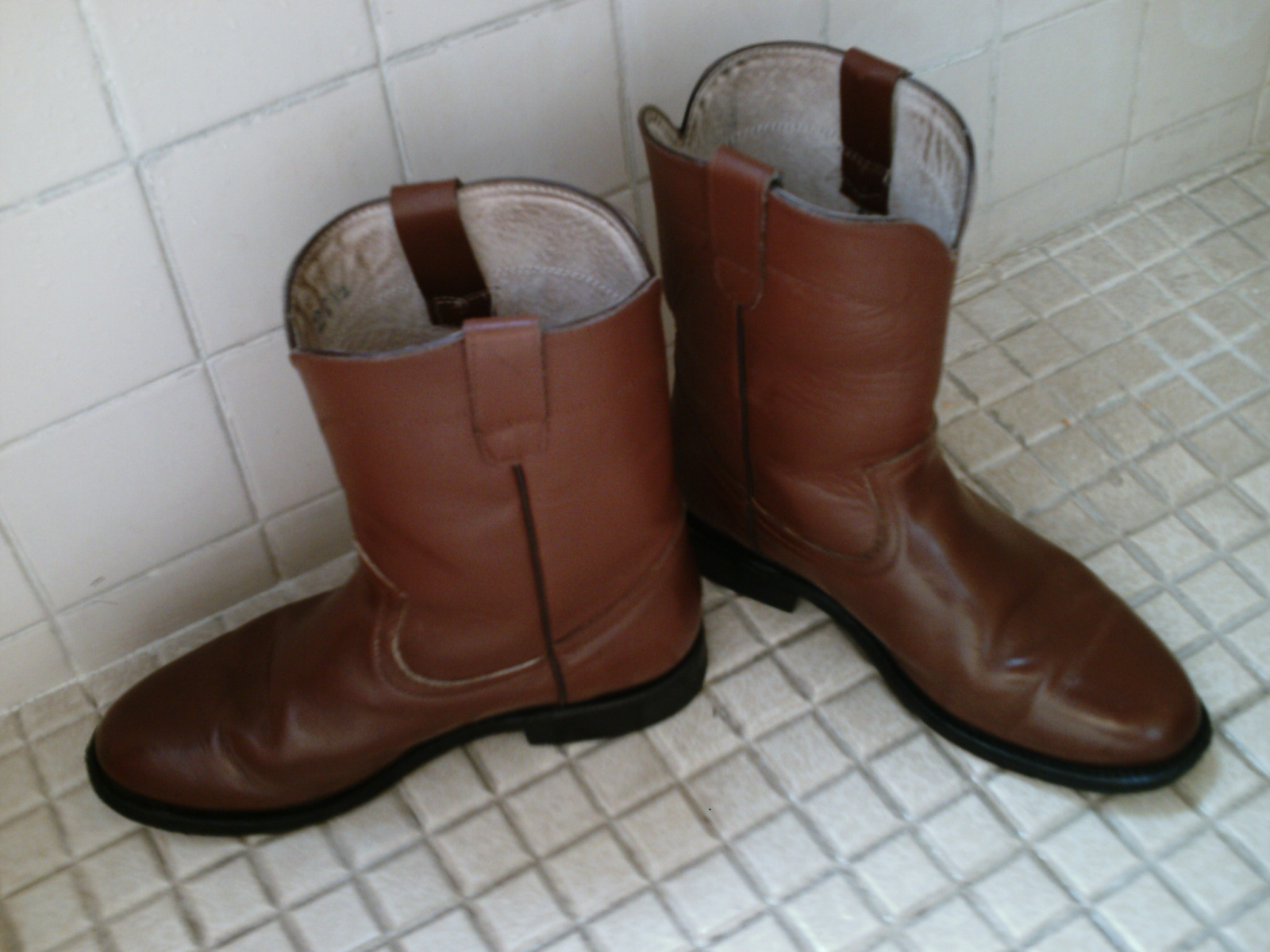
Botas de cuero de León

León es conocido por su trabajo en cuero y la fabricación de calzado. Aunque más conocido por los zapatos, una variedad de artículos son hechos de cuero como huaraches, cinturones y maletines. Talleres de cuero en León también trabajan en nuevos diseños, especialmente en bolsas para mujeres. Las bolsas de mano hechas de cuero y hojas de palma entrelazadas son hechas en León en la Estación del Ferrocarril de León y en el Árbol de Viento.

### Vidrio
El arte de soplado de vidrio se trajo al estado desde Europa. Un centro de producción es San Miguel de Allende, usado para hacer botellas, jarrones, tazas y caballitos. Un artista remarcable es Javier Álvarez Domenzain, que trabaja en su fábrica llamada Gajuye.  Vidrio también es utilizado en combinación con el estaño para hacer espejos, cajas y lámparas de varias formas.

### Trabajo en metal

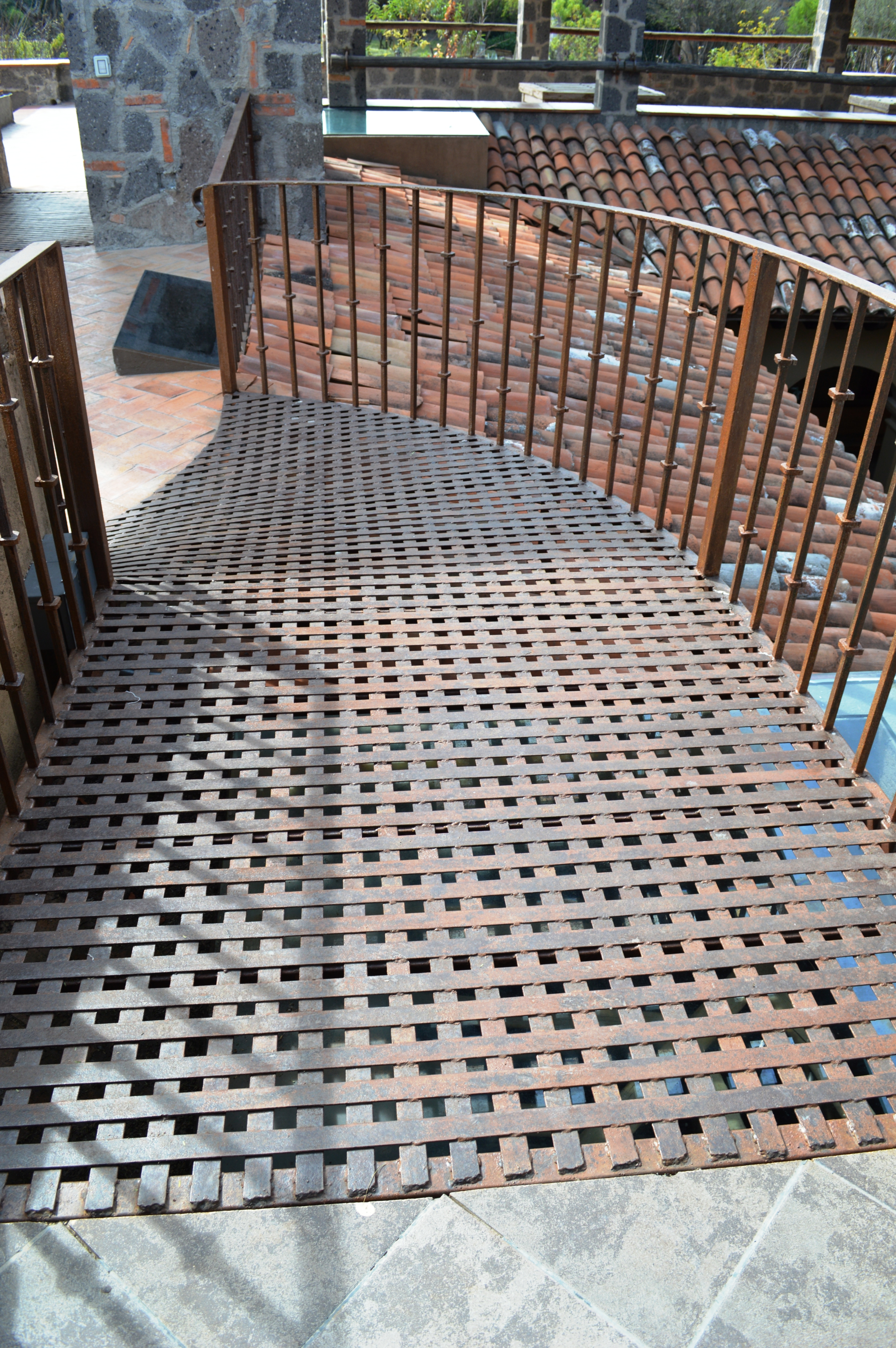
Puente de hierro forjado que conecta dos terrazas de la casa principal del Estudio y Centro de Investigación de la Hacienda de Santa Clara en San Miguel Allende, México

A pesar de la historia como un centro de minería de plata, solo se hace poca herrería en el estado. Solamente hay tres o cuatro talleres de plata en la ciudad de Guanajuato, los cuales se enfocan en joyería fina.
Forjado de estaño se puede encontrar en muchos edificios del estado, en los barandales, lámparas, puertas y más. También es usado para hacer piezas de muebles como mesas y sillas. Hierro y acero también se usaban para hacer cuchillos, machetes y accesorios para los charros, especialmente en León.
San Miguel de Allende hace artículos con estaño, el artículo más importante de este tipo son los espejos con marcos, con los marcos de estaño teniendo baldosas de cerámica a menudo.
Piezas de bronce con pátina se hacen en Salamanca. El tinte verde es producido al cubrir las piezas con químicos.

### Cera
Figuras de cera fueron muy populares en el estado, pero esto ya no es tan común. Velas esculpidas de cera adornadas con arreglos elaborados de virutas de cera, formados en motivos como flores, animales, figuras geométricas y más. En México, la artesanía es conocida como cera escamada. Esto fue introducido por los monjes españoles a artesanos indígenas para que hicieran velas para ocasiones especiales. Estas piezas pueden ser bastante grandes, pesando hasta 50 kilos. Hoy la mayoría se hacen para fiestas de los santos patrones y para competencias de artesanías, pero solo en la ciudad de Salamanca.

### Otros artículos

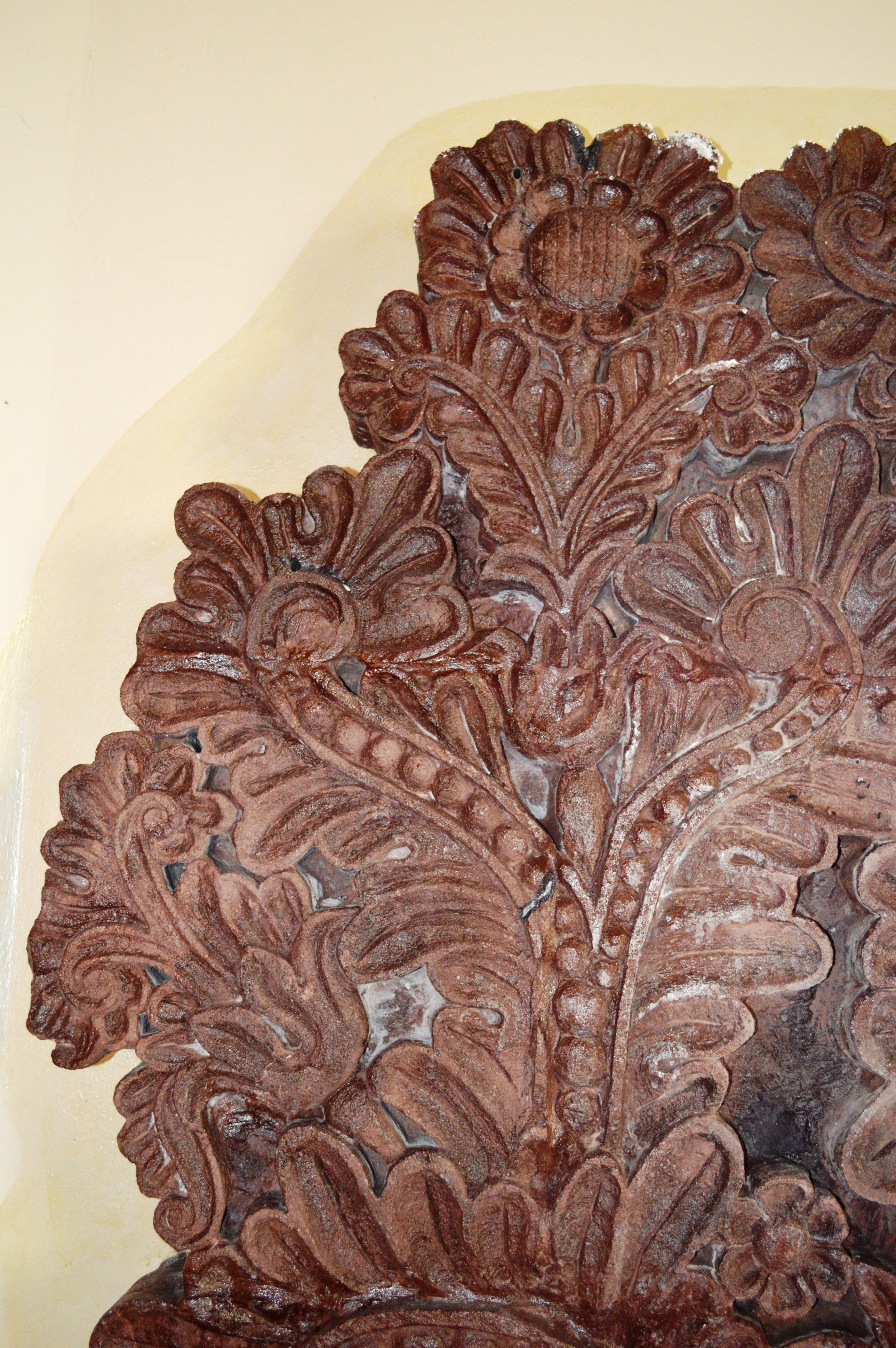
Detalle de trabajo en piedra dentro de la capilla de la Hacienda Santa Clara.

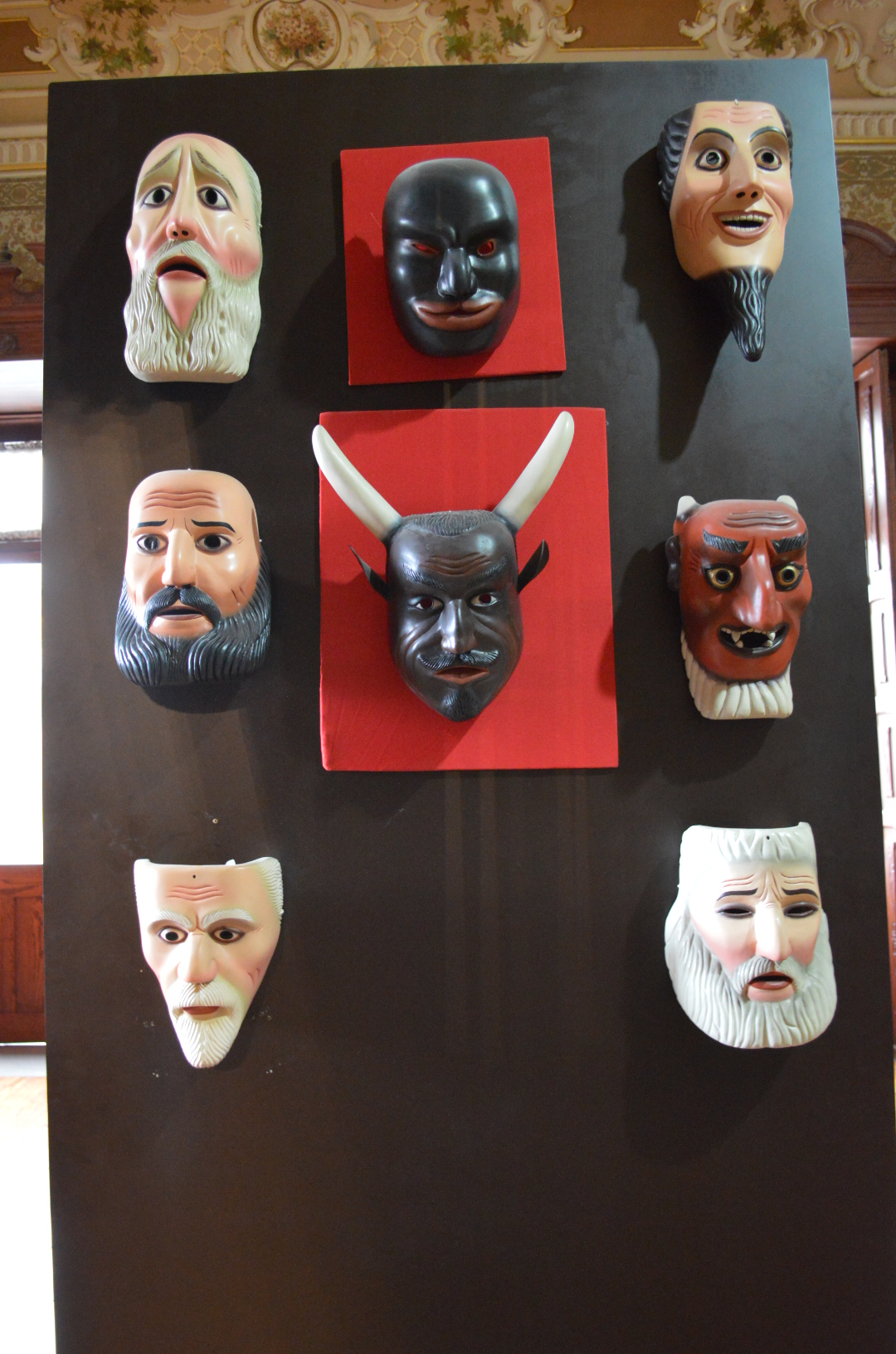
Máscaras del estado en el Museo Nacional de la Máscara

Los trajes de Charro se realizan en diferentes partes del estado, con los sombreros hechos en San Francisco del Rincón. Desde el siglo XVIII, tradicionalmente estos son hechos de hojas de palma traídas de Michoacán. Generalmente el trabajo es dividido por género, las mujeres cociendo los entrelazados. Los hombres hacen el resto, prensando, moldeando y haciendo los acabados. Hoy en día la palma es mcuhas veces reemplazada por fibras sintéticas.
Durante el periodo colonial, la madera se usaba para esculpir figuras religiosas para las iglesias y para los hogares. Esta tradición continua en Guanajuato, manteniendo la mayor parte del estilo barroco. Un pueblo particularmente reconocido por este tipo de trabajo es Apaseo el Grande.
La elaboración de dulces tradicionales es importante. El más referente es la cajeta (dulce de leche) hecha en Celaya. La gran variedad de frutas que se cultivan en esl estado, especialmente en el Bajio, se usan para hacer ate. En la ciudad de Guanajuato se hacen dulces llamados charamuscas correosas y no correosas. Ambos vienen en una gran variedad de colores y son distinguidos por venir en formas de momias, imitando las que se pueden encontrar en la ciudad (momias de Guanajuato).
Otras artesanías hechas en el estado incluyen canastas en Coroneo, cinturones decorados con hilo piteado en Manuel Doblado, artículos de ixtle en Pénjamo, máscaras para la danza del Torito y artículos hechos de roca volcánica en Comonfort.
- Wikimedia Commons alberga una categoría multimedia sobre Manualidades y arte folklórico en Guanajuato.